# 透明花火
『透明花火』（とうめいはなび）は、2018年製作の日本映画。野本梢の初長編監督作品。
2018年11月17日に「第22回うえだ城下町映画祭」で初上映。その後、「第5回富士湖畔の映画祭2019」で30作品以上のインディーズ映画の1作品として上映されたのち、2020年3月14日より池袋シネマ・ロサで劇場公開された。

## ストーリー
ナンパ塾を経営しながら祖母と暮らす淳(髙橋雄祐)。24歳で女性経験がないことに引け目を感じている圭太(清水尚弥)。キャリアウーマンとなった同級生と再会した、バイト生活に明け暮れる楓(安藤輪子)。
親友の彼氏作りを手伝う女子高生、理恵(根矢涼香)。血のつながっていない息子との関係に悩む真希(みひろ)。心に空いた穴にもがき苦しむなか、彼らは大切な人と約束した花火大会の日をむかえる。
親子の絆、見栄、愛し合うことの難しさといった、現代人なら誰もが抱える悩みや痛みを描く5人の群像劇。

## キャスト
- 円城淳 - 髙橋雄祐[4]
- 立花圭太 - 清水尚弥
- 藤原楓 - 安藤輪子
- 新井理恵 - 根矢涼香[5]
- 長谷川真希 - みひろ[6]
- 円城ゆき - 百元夏繪
- 武田絵美 - 土山茜
- 田中浩二 - 櫻井保幸[7]
- 佐々木庸子 - 東野瑞希[8]
- 本村かおり - 手島実優[9]
- 長谷川達也 - 古山憲正
- 桜庭美香 - 道田里羽
- 塚本愛 - 仲原由里子
- 斉藤直子 - 富岡英里子
- 橋本あやか - 河合亜由子[10]
- 笹井久美 - 橘芽依
- 川村みゆき - 笠松七海[11]
- 山内卓也 - 木全俊太
- 鈴木真吾 - 鈴木拓真
- 遠藤沙耶香 - 森累珠
- 岩本幸喜 - 水井章人
- 山崎まりあ

## スタッフ
- 監督・編集：野本梢
- 企画・脚本・プロデューサー：三浦賢太郎
- 撮影：野口高遠
- 照明・スチール：大柳玲於
- 録音：横田彰文
- 衣装・ヘアメイク：平林純子、松村南奈
  - 衣装・ヘアメイクアシスタント：西戸愛海、野口真由香
- 制作：斉藤良一、長尾雄一郎、石郷岡政人
  - 助監督応援 - 川崎僚
- 音楽：ミドリカワ書房
- 編曲：中野悠平（世田谷ボーイズ）
- 小道具デザイン：淺川友希
- 合成：徳永修久
- MA：北摂サウンドプロダクション